# Spiroctenus lightfooti
Spiroctenus lightfooti là một loài nhện trong họ Nemesiidae.
Spiroctenus lightfooti được miêu tả năm 1902 bởi Purcell.